# Valencia BC (vrouwenbasketbal)
Valencia Basket Club is een professioneel damesbasketbalteam in Valencia, Spanje. Het team speelt in de Liga Femenina de Baloncesto de España van de Spaanse competitie en de EuroLeague Women.

## Geschiedenis
De basketbaltak, onderdeel van Valencia CF werd opgericht in 2014 nadat de jeugdteams van Ros Casares Valencia, de voormalige kampioensclub van de EuroLeague Women, die in 2012 haar eerste elftal ontbond. In 2021 won de club de EuroCup Women. Ze wonnen in de finale van Umana Reyer Venezia uit Italië met 82-81. In 2021 won Valencia de finale om de FIBA Europe SuperCup Women van UMMC Jekaterinenburg uit Rusland met 75-68.

## Erelijst
- EuroCup Women: 2020-21: 1
- FIBA Europe SuperCup Women: 2021: 1
- Spaanse landstitel: 2022-23, 2023-24: 2
- Copa de la Reina de Baloncesto: 2023-24: 1
- Supercopa de España de Baloncesto Femenino: 2021, 2023, 2024: 3